# Associació Palestina de Futbol
L'Associació Palestina de Futbol (àrab: اتحاد كرة القدم الفلسطيني, Ittiḥād Kurat al-Qadam al-Filasṭīnī, ‘Unió Palestina de Futbol’), també coneguda amb les sigles angleses PFA (anglès: Palestinian Football Association), és l'òrgan de govern del futbol a Palestina. Va ser fundada l'any 1929 i està afiliada a la Federació Internacional de Futbol Associació (FIFA) i a la Confederació Asiàtica de Futbol (AFC) des de 1998 i 2001 respectivament.
El 1974, la PFA va ser una de les associacions fundadores de la Unió d'Associacions de Futbol Àrabs, l'òrgan de govern del futbol dels països que formen part de la Lliga Àrab.
El 2001, la PFA va ser una de les sis federacions fundadores de l'Associació de Futbol de l'Àsia Occidental (WAFF), una de les cinc zones geogràfiques en què està dividida l'AFC.
La PFA és la responsable d'organitzar el futbol de totes les categories i les respectives seleccions nacionals, incloses les de futbol femení, futbol sala i la Selecció de futbol de Palestina.
La PFA organitza la principal competició de lliga en dues divisions de dotze equips cadascuna: la West Bank Premier League a Cirjordània i la Gaza Strip Premier League a la Franja de Gaza.